# Sonate K. 155
La sonate K. 155 (F.105/L.197) en si bémol majeur est une œuvre pour clavier du compositeur italien Domenico Scarlatti.

## Présentation
La sonate K. 155, en si bémol majeur, est notée Allegro.

## Manuscrits
Le manuscrit principal est le numéro 8 du volume I (Ms. 9772) de Venise (1752), copié pour Maria Barbara ; l'autre est Parme I 8 (Ms. A. G. 31406). Une copie figure dans le manuscrit de Lisbonne, no 44 (Ms. FCR/194.1).

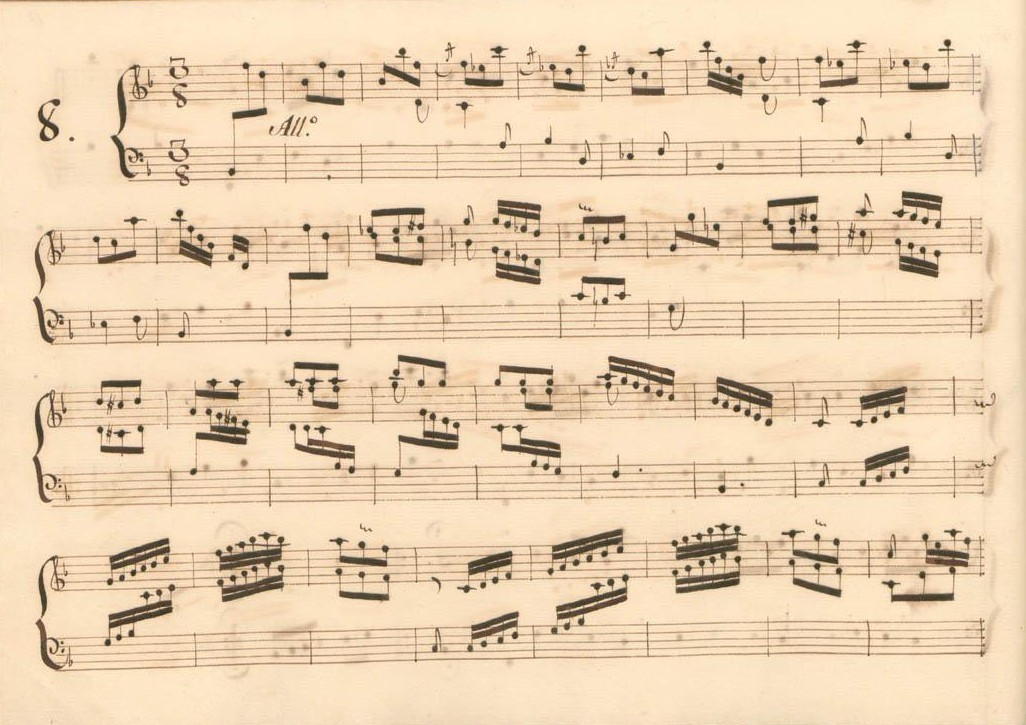
Parme I 8.
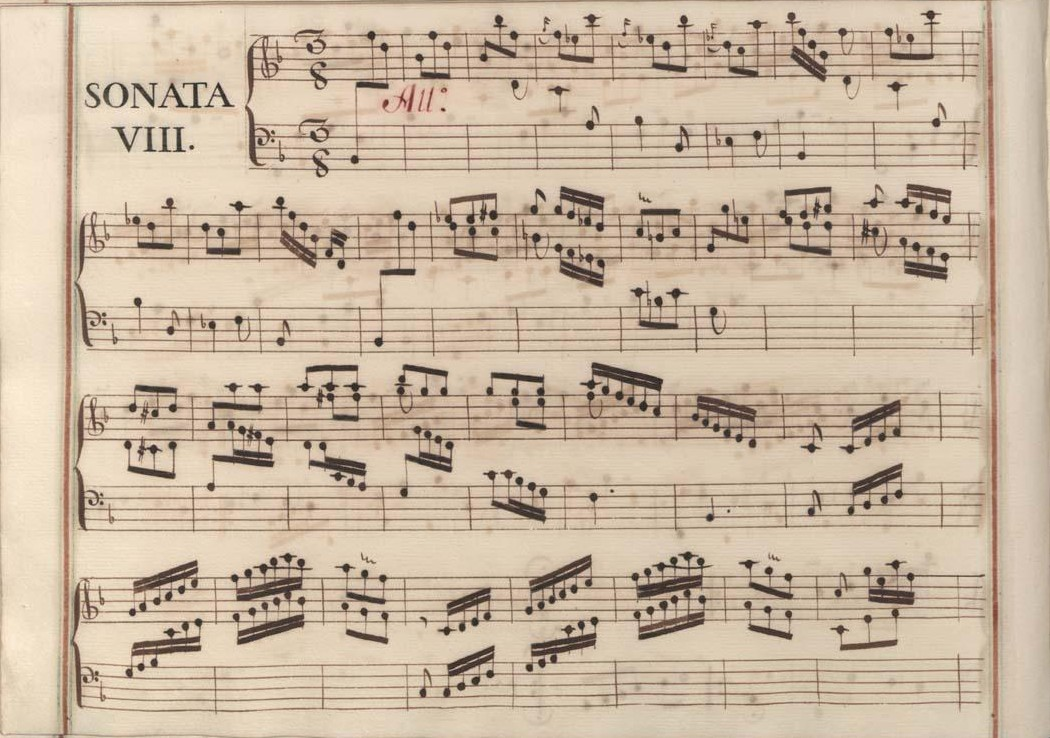
Venise I 8.
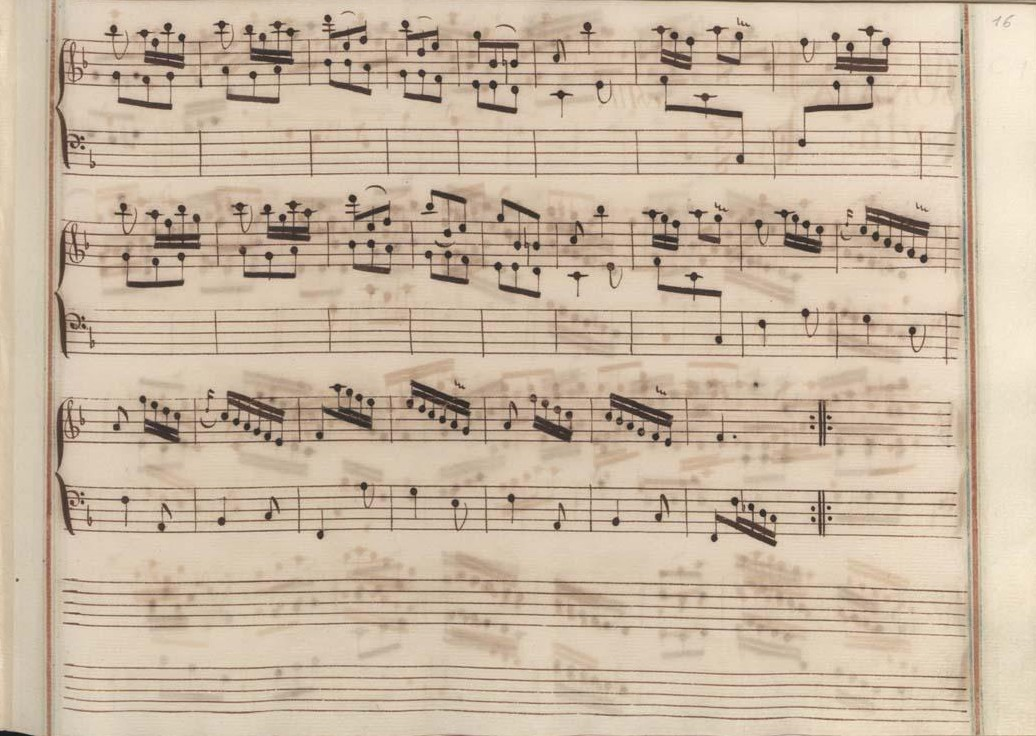
Venise I 8 (fin de la première section).
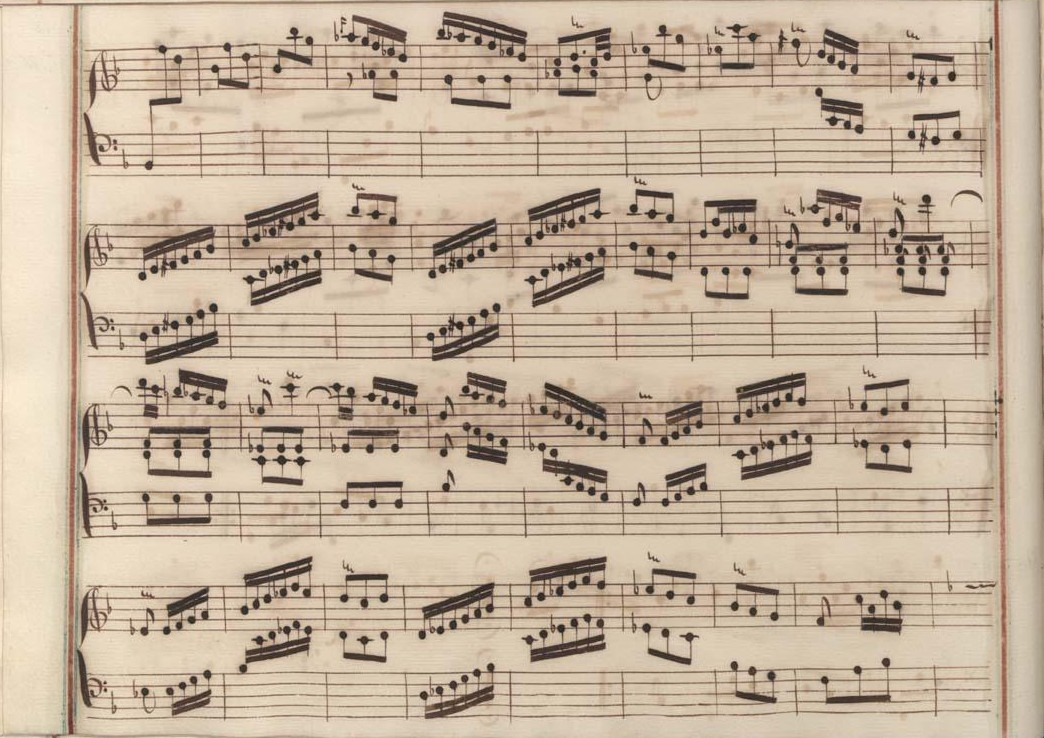
Venise I 8 (début de la seconde section).
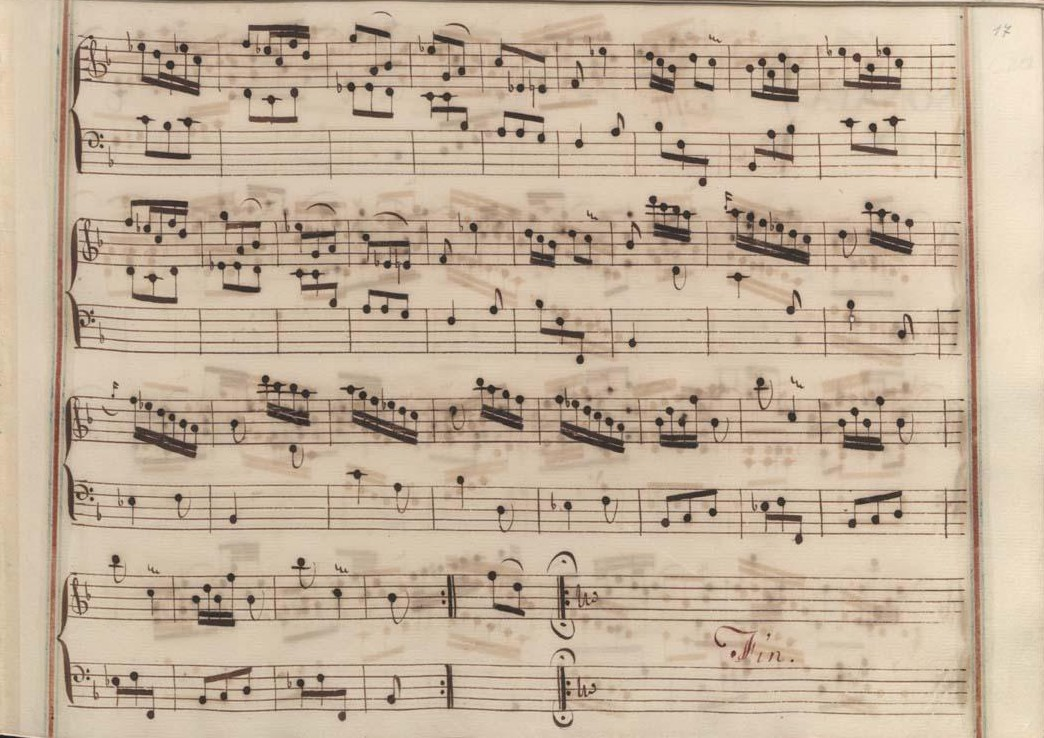
Venise I 8 (fin de la sonate).

## Interprètes
La sonate K. 155 est défendue au piano, notamment par Carlo Grante (2009, Music & Arts, vol. 1) et Duanduan Hao (2011, Naxos, vol. 14) ; au clavecin par Scott Ross (1985, Erato), Richard Lester (2001, Nimbus, vol. 1) et Pieter-Jan Belder (Brilliant Classics, vol. 4).

## Sources
: document utilisé comme source pour la rédaction de cet article.
- Ralph Kirkpatrick (trad. de l'anglais par Dennis Collins), Domenico Scarlatti, Paris, Lattès, coll. « Musique et Musiciens », 1982 (1re éd. 1953 (en)), 493 p. (ISBN 978-2-7096-0118-4, OCLC 954954205, BNF 34689181).
- Alain de Chambure, « Domenico Scarlatti : Intégrale des sonates — Scott Ross », Erato (2564-62092-2), 1985 (OCLC 891183737) .
- (es) Celestino Yáñez Navarro (thèse), Nuevas aportaciones para el estudio de las sonatas de Domenico Scarlatti. Los manuscritos del Archivo de Música de las Catedrales de Zaragoza, Universitat Autònoma de Barcelona, 2016 (lire en ligne)